# Lemury (duchy)
Lemury (łac. lemŭres, lp lemŭr) – w mitologii rzymskiej złośliwe dusze ludzi zmarłych, powracające okresowo dla dręczenia żywych.
Podobne do larw, lecz o mniej przerażającym wyglądzie, powracały na ziemię w określone dni roku. 
Przepędzano je podczas świąt przypadających 9, 11 oraz 13 maja i nazywanych Lemuraliami (lub Lemuriami), które mogły należeć do najstarszych świąt zmarłych obchodzonych przez Rzymian. Zgodnie z mitologicznym przekazem ustanowiono je dla uśmierzenia ducha zamordowanego przez swego brata Remusa, który pośmiertnie nawiedzał ich opiekunów (Akkę Larentię i Faustulusa). W tym czasie zamykano świątynie i obowiązywał zakaz zawierania małżeństw. 
Charakterystyczny dla Lemuriów był nocny obrzęd opisany przez Owidiusza w poemacie Fasti (w. 427 nn). Odbywał się on o północy, gdy ojciec rodziny (pater familias) wychodził boso z domu, strzelał palcami, ażeby wzbronić duchom wstępu, następnie mył ręce i nie odwracając głowy rzucał poza siebie ziarna czarnego bobu, wypowiadając dziewięciokrotnie sakralną formułę; na zakończenie uderzano w metalowe naczynia czyniąc niezwykły hałas dla odpędzenia złośliwych widm. 
Od lemurów-duchów wywiedziono w XIX wieku łacińską nazwę lemurowatych, potocznie zwanych lemurami.